# Kawasaki Type 88
Le Kawasaki type 88 (désignation de l'entreprise : KDA-2) est un avion militaire de type biplan de reconnaissance japonais de l'entre-deux-guerres conçu par la Compagnie aérospatiale Kawasaki a 1 117 exemplaires dont 4 prototypes et en service dans l'armée impériale japonaise et dans la force aérienne impériale du Mandchoukouo entre 1929 et 1940.